# Серсіг
Серсіг (рум. Sărsig) — село у повіті Біхор в Румунії. Входить до складу комуни Кішлаз.
Село розташоване на відстані 434 км на північний захід від Бухареста, 27 км на північний схід від Ораді, 118 км на північний захід від Клуж-Напоки.

## Населення
За даними перепису населення 2002 року у селі проживали 315 осіб.
Національний склад населення села:
| Національність | Кількість осіб | Відсоток |
| -------------- | -------------- | -------- |
| румуни         | 255            | 81,0%    |
| цигани         | 49             | 15,6%    |
| угорці         | 11             | 3,5%     |

Рідною мовою назвали:
| Мова      | Кількість осіб | Відсоток |
| --------- | -------------- | -------- |
| румунська | 304            | 96,5%    |
| циганська | 6              | 1,9%     |
| угорська  | 5              | 1,6%     |